# Тардьё, Флориан
Флориан Тардьё (фр. Florian Tardieu; род. 22 апреля 1992, Истр) — французский футболист, полузащитник клуба «Сент-Этьен».

## Клубная карьера
Тардьё — воспитанник клуба «Истр». 18 мая 2012 года в матче против «Бастии» он дебютировал во французской Лиге 2. 31 августа в поединке против «Ньора» Флориан отметился первым голом за команду.
Летом 2014 года перешёл в клуб «Сошо». 13 сентября в матче против «Нанси» Тардьё дебютировал в составе нового клуба. 13 марта 2017 года поединке против «Ланса» полузащитник отметился дебютным голом за «Сошо». В июне 2018 года стал игроком бельгийского «Зюлте-Варегем», подписав трёхлетний контракт. 11 августа в матче против «Эйпена» он дебютировал в бельгийской Про-лиге.
В июле 2019 года перешёл в клуб «Труа». 26 июля в поединке против «Ньора» Флориан дебютировал за новый клуб. 9 августа в матче против «Гавра» Тардьё забил первый гол за «Труа».
Осенью 2023 года стал игроком клуба «Сент-Этьен». 2 сентября в поединке против «Валансьена» он дебютировал за новый клуб. 16 сентября в матче против «Кана» Флориан забил дебютный гол за «зелёных».